# جون مور (ضابط في الجيش البريطاني)
الفريق (بالإنجليزية: John Moore) السير جون مور، حاصل على وسام رفيق الدرب، (13 نوفمبر 1761 – 16 يناير 1809) كان جنرالًا في الجيش البريطاني، عُرف أيضًا باسم مور الكوروني. أكثر ما اشتهر به إصلاحاته في مجال التدريب العسكري وموته في معركة كورونا، التي تصدى فيها لجيش فرنسي تحت قيادة المشير العام ديو سول في حرب الاستقلال الإسبانية. كتب الفريق الأول جان سارازين قصة المعركة من وجهة نظر الفرنسيين، والتي ربما كتبت على ضوء أحداث لاحقة، قائلًا ما نصه «مهما يكن ما يؤكد عليه بونابارت، فإن دو سول رُدع في كورونا، وحقق البريطانيون نصرًا دفاعيًّا، مع أنهم دفعوا ثمنه غاليًا يموت الجنرال مور، الذي كان مميزًا عن أقرانه بفضائله الشخصية، وموهبته العسكرية».

## سنواته الأولى
ولد جون مور في غلاسكو، ابنًا لجون مور، طبيب وكاتب، وكان الأخ الأكبر للأدميرال السير غراهام مور. درس في مدرسة غلاسكو الثانوية، ولكنه في الحادية عشرة انضم لوالده وتلميذه دوغلاس، الدوق الثامن لهاميلتون والشاب في السادسة عشرة، (1756-1799)، في رحلة كبرى في فرنسا، وإيطاليا، وألمانيا. شملت الرحلة إقامةً لمدة سنتين في جينيف، حيث استمر تعليم مور.

## المسيرة العسكرية والسياسية 1776-1798
انضم إلى الجيش البريطاني عام 1776 كملازم ثانٍ في فوج المشاة الحادي والخمسين المتمركز في مينوركا. أول مشاركة له في القتال كانت عام 1778 أثناء حرب الاستقلال الأمريكية كملازم أول في فوج المشاة الثاني والثمانين، الذي شكله الدوق الثامن لهاميلتون في لاناركشاير ليخدم في أمريكا الشمالية. خدم بين عامي 1779-1781 في هاليفاكس، نوفا سكوشا. تميز في قتاله عام 1779 أثناء حملة بينبوسكوت في المكان الذي يدعى الآن مين، عندما تمكنت سرية بريطانية صغيرة من ردع قوة أمريكية فيها عدد أكبر بكثير من الثائرين حتى وصول الإمدادات.
بعد الحرب، في عام 1783، عاد إلى بريطانيا وانتُخب عضوًا في مجلس الشعب عن مقعد لانارك بورغز، المقعد الذي شغله حتى عام 1790.

## روابط خارجية
- جون مور على موقع الموسوعة البريطانية (الإنجليزية)